# مقاطعة خوينا (بولندا)
مقاطعة خوينا (بالبولندية: Powiat chojeński) كانت مقاطعة إدارية تتمركز حول بلدتي خوينا وديمبنو، وامتدت من عام 1945 حتى عام 1975 ضمن الأراضي الغربية لـبولندا.

## الخلفية الإدارية
في البداية، بين عامي 1945 و1946، كانت المقاطعة جزءًا من منطقة بوميرانيا الغربية، ثم أصبحت منذ عام 1946 وحتى إلغائها عام 1975 ضمن محافظة شتشيتسين (Szczecin Voivodeship).
كان المركز الإداري للمقاطعة في بلدة ديمبنو، بينما كانت بلدة خوينا هي المقر المؤقت في عام 1945 فقط.

## السكان والمساحة
في عام 1946، بلغ عدد سكان المقاطعة 19,537 نسمة، وبلغت مساحتها 1374 كيلومترًا مربعًا.

## الوضع الحالي
اليوم، تُقسم أراضي المقاطعة السابقة بين مقاطعتي غريفينو وميشليبورز الواقعتين في محافظة غرب بوميرانيا، بولندا.

## وصلات خارجية
- مكتب الإحصاء المركزي البولندي (GUS)
- الموقع الرسمي لمحافظة غرب بوميرانيا